# Begoña Lasagabaster
Begoña Lasagabaster Olazabal (Irún, 22 de septiembre de 1962) es una abogada y política española.

## Biografía
Licenciada en Derecho por la Universidad de Salamanca y diplomada en Altos Estudios Europeos por el Colegio de Europa, Brujas (Bélgica), comenzó su carrera política en el ámbito de la Unión Europea, como responsable de Comisiones de Asuntos Jurídicos y Comisión de Política Regional.
Entre 1989 y 1996, Begoña Lasagabaster se especializa en Derecho Comunitario, Derecho Civil y Derecho Internacional Privado. A partir de 1996 y a lo largo de tres legislatura, ocupa un asiento en el Congreso de los Diputados como diputada por Guipúzcoa:
- VIII Legislatura: Portavoz en las Comisiones de Interior, Justicia, Asuntos Exteriores, Constitucional, Presupuestos y Reglamento. Miembro del Grupo de Amistad del Congreso de los Diputados con la Cámara de los Comunes del Reino Unido, Asamblea de Diputados de Italia, Cámara de Diputados y Senado de México y Corea. Miembro de la Delegación Parlamentaria integrante de la Misión de Observación a las elecciones del Líbano, (2005), Venezuela (2005), Palestina (2006), Perú (2006), Ecuador (2006), República Democrática del Congo (2006), Bosnia-Herzegovina (2006).
- VII Legislatura:  Portavoz en las Comisiones de Justicia e Interior, Administraciones Públicas, Comisión Mixta Congreso-Senado para la Unión Europea y Reglamento. Miembro del Grupo de Amistad del Congreso de los Diputados con la Asamblea Nacional de Francia, Cámara de los Comunes del Reino Unido, Asamblea de Diputados de Italia, Cámara de Diputados y Senado de México y Congreso de los Diputados de Rusia. Miembro de la Delegación Congreso-Senado en la Conferencia de los Órganos Especializados en los Asuntos Comunitarios y Europeos de los Parlamentos de la Unión Europea (COSAC).
- VI Legislatura:  Portavoz en las Comisiones de Justicia e Interior, Cooperación y Ayuda al Desarrollo, Comisión Mixta (Congreso-Senado) para la Unión Europea y Reglamento. Miembro del Grupo de Amistad del Congreso de los Diputados con la Asamblea Nacional de Francia, con la Cámara de los Comunes del Reino Unido, Cámara de Diputados y Senado de México y con el Congreso de la Nación de Argentina. Miembro de la Delegación Congreso-Senado en la Conferencia de los Órganos Especializados en los Asuntos Comunitarios y Europeos de los Parlamentos de la Unión Europea (COSAC). Participación como observadora en la tarea de supervisión encomendada a la Organización para la Seguridad y la Cooperación Europea (OSCE) en las elecciones de Bosnia (1996).

A partir de 2008 y hasta la actualidad, Begoña Lasagabaster amplía su carrera política en el ámbito de las Naciones Unidas:
- Noviembre 2022 - Actualidad, Directora de la División para la Igualdad de Género, Oficina de la Directora General de UNESCO.
- Noviembre 2017 - octubre 2022, Directora de la oficina de ONU Mujeres en Líbano. Nombrada Directora oficina de ONU Mujeres para Túnez y Libia (pendiente recibir acreditación de ambos gobiernos), Líbano.[2]
- Agosto 2014 - septiembre 2015, Directora en funciones de la División de Políticas de ONU Mujeres (secciones Mujer, paz y seguridad, eliminación Violencia contra las mujeres, Liderazgo, Participación Política, Empoderamiento económico, Investigación y Estadísticas, y Training), Nueva York.
- Junio 2012 - noviembre 2017, Jefa de la sección de Liderazgo y Gobierno de ONU Mujeres (Derechos Humanos, Participación política, Constitucional, Justicia, Administración Pública y otras áreas relativas a Gobernanza), Nueva York.
- Febrero 2011 - junio 2012, Asesora en Participación política a nivel global. Sección Liderazgo y Participación Política, Nueva York.[3]
- Octubre 2008 - febrero 2011, UNIFEM. Especialista en Participación Política de las Mujeres para América Latina y el Caribe, Nueva York.[4]